# Theresa Luke
Theresa Luke   (Vancouver, 20 de febrer de 1967) és una remadora canadenca, ja retirada, que va competir durant la dècada de 1990.
El 1996 va prendre part en els Jocs Olímpics d'Estiu d'Atlanta, on va guanyar la medalla de plata en la prova del vuit amb timoner del programa de rem. Quatre anys més tard, als Jocs de Sydney, disputà dues proves del programa de rem. Guanyà la medalla de bronze en el vuit amb timoner, mentre en dos sense timoner fou quarta. En el seu palmarès també destaca una medalla d'or i una de bronze al Campionat del món de rem de 1999, una d'or a les Universíades de 1993 i una altra d'or als Jocs Panamericans de 1999.
Es retirà poc després dels Jocs de Sydney per passar a exercir d'entrenadora.